# Judo als Jocs Olímpics d'estiu de 1976
Als Jocs Olímpics d'Estiu de 1976 celebrats a la ciutat de Mont-real (Canadà) es disputaren 6 proves de judo en categoria masculina. La competició es desenvolupà al Velòdrom Olímpic situat al costat de l'Estadi Olímpic de Mont-real el 26 de juliol de 1976.
Hi participaren un total de 136 judoques de 46 comitès nacionals diferents.

## Resum de medalles
| Prova          | Or                | Argent             | Bronze             |
| – 63 kg        | Héctor Rodríguez  | Chang Eun-Kyung    | Felice Mariani     |
| – 63 kg        | Héctor Rodríguez  | Chang Eun-Kyung    | József Tuncsik     |
| – 70 kg        | Vladimir Nevzorov | Koji Kuramoto      | Marian Tałaj       |
| – 70 kg        | Vladimir Nevzorov | Koji Kuramoto      | Patrick Vial       |
| – 80 kg        | Isamu Sonoda      | Valeriy Dvoynikov  | Slavko Obadov      |
| – 80 kg        | Isamu Sonoda      | Valeriy Dvoynikov  | Park Young-Chul    |
| – 93 kg        | Kazuhiro Ninomiya | Ramaz Kharshiladze | Jörg Röthlisberger |
| – 93 kg        | Kazuhiro Ninomiya | Ramaz Kharshiladze | David Starbrook    |
| + 93 kg        | Sergei Novikov    | Günther Neureuther | Allen Coage        |
| + 93 kg        | Sergei Novikov    | Günther Neureuther | Sumio Endo         |
| Categoria Open | Haruki Uemura     | Keith Remfry       | Cho Je-Aki         |
| Categoria Open | Haruki Uemura     | Keith Remfry       | Shota Chochishvili |

## Medaller
| Posició | País           | Or | Argent | Bronze | Total |
| 1       | Japó           | 3  | 1      | 1      | 5     |
| 2       | Unió Soviètica | 2  | 2      | 1      | 5     |
| 3       | Cuba           | 1  | 0      | 0      | 1     |
| 4       | Corea del Sud  | 0  | 1      | 2      | 3     |
| 5       | Regne Unit     | 0  | 1      | 1      | 2     |
| 6       | RFA            | 0  | 1      | 0      | 1     |
| 7       | Estats Units   | 0  | 0      | 1      | 1     |
| 7       | França         | 0  | 0      | 1      | 1     |
| 7       | Hongria        | 0  | 0      | 1      | 1     |
| 7       | Itàlia         | 0  | 0      | 1      | 1     |
| 7       | Iugoslàvia     | 0  | 0      | 1      | 1     |
| 7       | Polònia        | 0  | 0      | 1      | 1     |
| 7       | Suïssa         | 0  | 0      | 1      | 1     |